# Făcăieni, Prahova
Făcăieni (scris în trecut și Făcăeni) este un sat în comuna Măneciu din județul Prahova, Muntenia, România.
Așezarea este atestată documentar în anul 1685.
În 1892, satul Făcăeni din comuna Măneciu Ungureni, plasa Teleajen avea 97 de locuitori.